# Radio Freequenns
Radio FREEQUENNS ist ein freies Radio im steirischen Ennstal und produziert ein 24-stündiges Live-Programm. Die Studios befinden sich in der Kulturhausstraße 9 in Liezen.
| Ort, Sendername       | Frequenz | Polarisierung | ERP (kW) |
| --------------------- | -------- | ------------- | -------- |
| LIEZEN Salberg        | 100,8    | V             | 0,5623   |
| SCHLADMING 7 Planai   | 104,0    | V             | 0,0794   |
| ADMONT 3 Klosterkogel | 103,0    | V             | 0,0501   |

Gesendet wird von den Funkstationen LIEZEN Salberg mit 0,5623 kW (ERP) auf 100,8 MHz, SCHLADMING 7 Planai mit 0,0794 kW (ERP) auf 104,0 MHz und ADMONT 3 Klosterkogel mit 0,0501 kW (ERP) auf 103,0 MHz.
Radio FREEQUENNS startete seinen Sendebetrieb am 1. April 1999 mit dem Song Karmacoma von Massive Attack. Lizenzinhaber ist der Verein Cultur Centrum Wolkenstein (CCW), Betreiber des Radios ist ein Zweigverein des CCW, der Kunst- und Medienverein Freequenns.
Das Team von Radio FREEQUENNS besteht zum vorwiegenden Teil aus ehrenamtlichen Mitarbeitern, die in ihren Sendungen Musik, Themen, die die Region bewegen, Comedy, Improvisation, Soziale Themen, Natur- und Umweltschutz, Kultur und Kunst und vieles mehr präsentieren.
Radio FREEQUENNS zeichnet sich auch noch durch die Besonderheit aus, eines der wenigen freien Radios an österreichisch ländlichem Raum zu sein. Die technische Reichweite des Senders beträgt ca. 55.000 Einwohner (Radstadt bis ins Gesäuse und einen Teil des Paltentals). Weiters ist Radio FREEQUENNS über einen mp3-Livestream im Internet zu empfangen.
Die 10-jährige Lizenz zur Gestaltung eines terrestrisch ausgestrahlten Radioprogramms wurde dem CCW am 11. Dez. 1997 erteilt. Im April 2007 wurde die Lizenz neu ausgeschrieben und Radio FREEQUENNS im Dezember 2007 für weitere zehn Jahre bis zum 1. April 2018 zugesprochen. Eine weitere Erteilung der Sendelizenz erfolgte mit dem Bescheid am 18. Dezember 2017 für die Dauer von 10 Jahren ab dem 2. April 2018.
Aufgrund der Erweiterung des Sendegebiets und der neuen Frequenzen hat Radio FREEQUENNS im November 2007 sein Logo geändert und ein neues Corporate Design erstellen lassen, um die Frequenz des Muttersenders aus dem Logo zu entfernen.
Radio Freequenns ist Mitglied im Verband Freier Rundfunk Österreich (VFRÖ).